# Onomarchus philippinensis
Onomarchus philippinensis är en insektsart som beskrevs av Weidner 1965. Onomarchus philippinensis ingår i släktet Onomarchus och familjen vårtbitare. Inga underarter finns listade i Catalogue of Life.